# 片山智行
片山 智行（かたやま ともゆき、1932年11月25日 - ）は、中国文学者。大阪市立大学名誉教授。

## 人物・来歴
大阪市生まれ。1958年東京大学文学部中国文学科卒、1965年大阪市立大学大学院博士課程満期退学。1971年大阪市立大学講師、1973年助教授、1980年教授。1993年「魯迅のリアリズム 「孔子」と「阿Q」の死闘」で、文学博士（大阪市立大学）の学位を取得。1996年定年退官、名誉教授、関西外国語大学教授、同孔子学院理事。2003年退職。

## 著書
- 『魯迅のリアリズム 「孔子」と「阿Q」の死闘』三一書房 1985
- 『魯迅「野草」全釈』平凡社 東洋文庫 1991
- 『魯迅 阿Q中国の革命』中公新書 1996
- 『孔子と魯迅　中国の偉大な「教育者」』筑摩選書、2015

### 翻訳
- 姚文元『魯迅　中国文化革命の巨人』潮出版社  1975
- 『魯迅雑文集』全2巻　竜渓書舎 1976-78

## 論文
- Cinii

## 注
1. ↑  『現代日本人名録』